# Tèssera (dado)

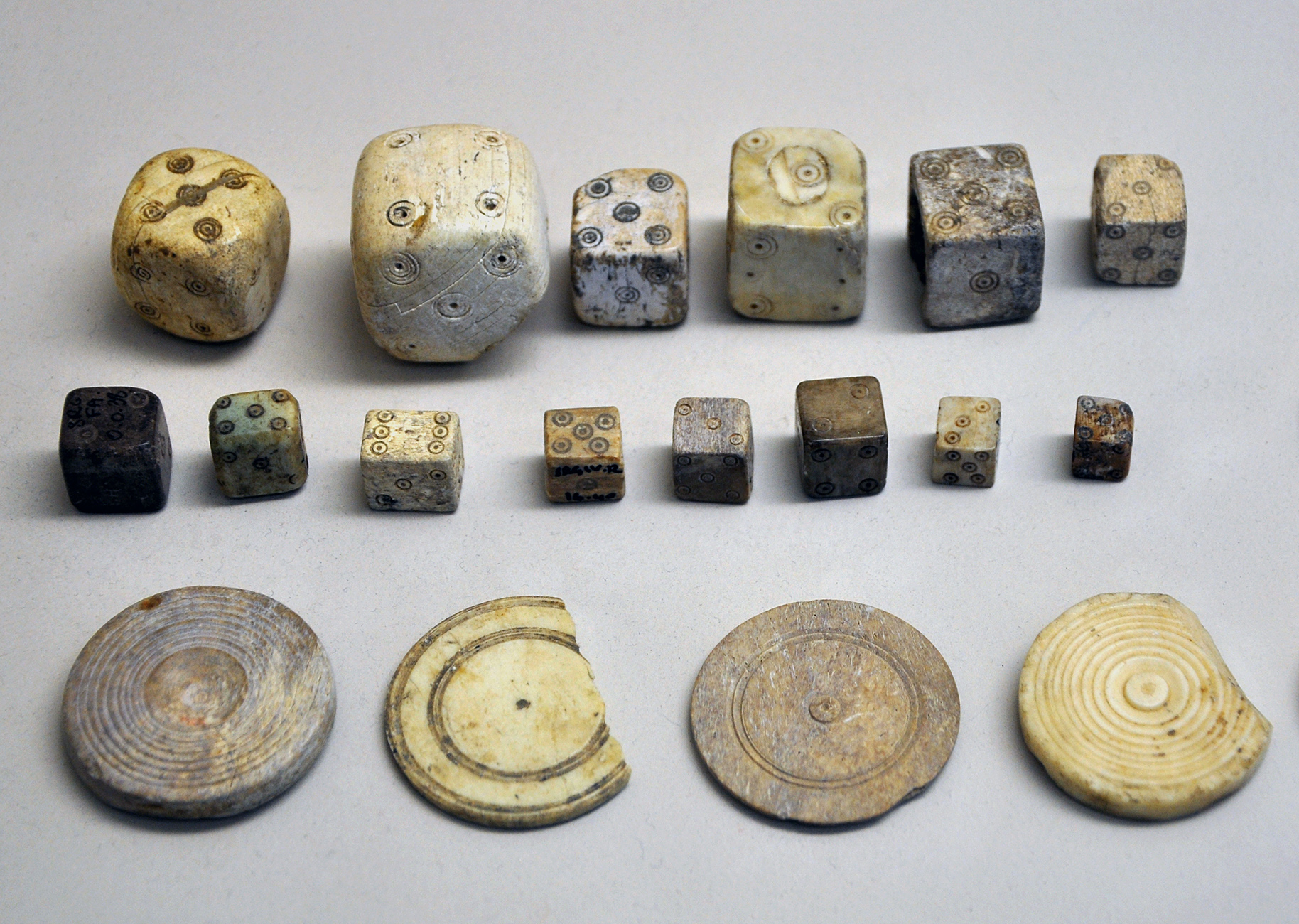
Dadi e gettoni d'osso - Museo gallo-romain de Saint-Romain-en-Gal.

La tèssera (in latino tessera) nell’antica Roma indicava anche una specie di dadi d’avorio recanti su una faccia un numero o una lettera (e talvolta su un'altra faccia un motto, spesso augurale, da combinare con le altre parti del motto stesso scritte sugli altri dadi), oppure le lastrine quadrangolari, di metallo o d’osso, con iscrizioni di vario contenuto, e talvolta col nome del possessore, che servivano di riconoscimento in particolare per distribuire elemosine o generi alimentari, oppure come medaglie di presenza, o contrassegni, e simili, con usi analoghi a quelli dei gettoni.

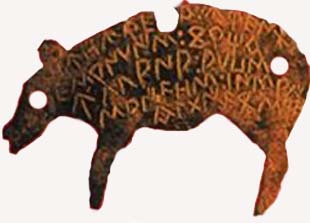
Tesera di hospitium

Stampato in un frammento di argilla, un ingresso e un numero di fila erano iscritti per gli spettatori che partecipavano a un evento in un anfiteatro o in un'arena. Ad esempio, sopra le porte del Colosseo a Roma, sono stati incisi i numeri corrispondenti a quelli impressi sulla tessera dello spettatore.

## Storia

### Grecia antica

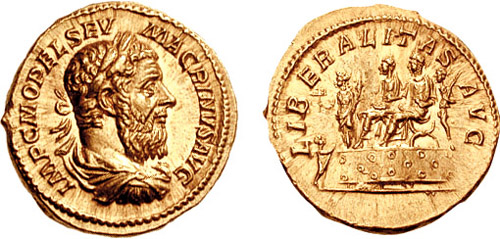
Aureus dell'imperatore romano Macrinus che mostra l'imperatore che consegna tessere al popolo.

Nell'eliea, secondo i giudici richiesti, un numero uguale di tavolette fu rimosso, prelevando, da un insieme di cento casi. Ogni tavola estratta è stata assegnata a un tribunale. Quindi tutti gli scaffali sono stati collocati nella seconda serie di casse. Tutte le tavole dei giudici assegnate a un tribunale specifico sono state depositate nella causa che portava la lettera corrispondente a quel tribunale. I bastoni consentivano di distinguere l'ufficio del giudice, perché erano dello stesso colore dell'architrave della porta del tribunale assegnata al giudice. Il giudice lo ha consegnato dopo essere entrato in tribunale e ha ricevuto in cambio una tessera o una password ufficiale (sýmbolon). La tessera è stata poi utilizzata per richiedere il pagamento del triobole (moneta dei tre oboli).

### Antica Roma

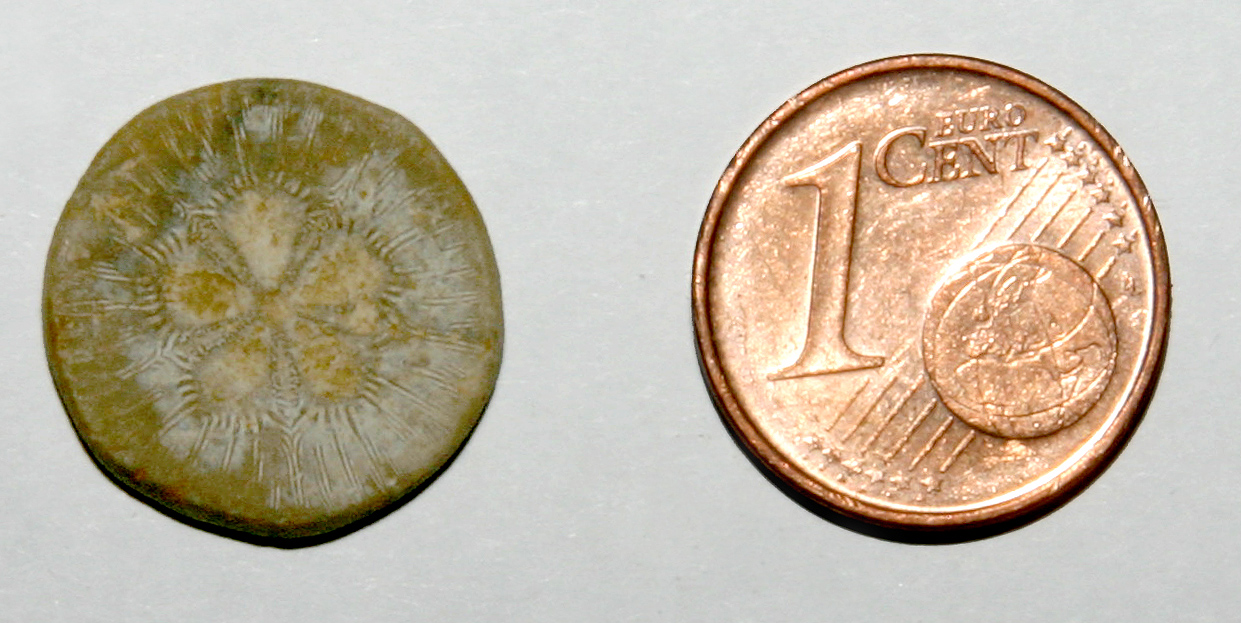
Tessera romana rispetto a un cent.

Nell'antica Roma, la tessera è il nome dato ad alcune piccole targhe di varie forme e destinate a un'ampia varietà di usi. È anche il nome dato ai dadi. Per i romani le tessere erano salvacondotti militari per consentire il passaggio di persone attraverso luoghi o città di cemento, ma non avevano valore di amicizia o ospitalità come nel caso delle tessere celtiberiche. Avevano un'importante funzione in campo militare, trasportando ordini o password. C'era anche un soldato addetto alle tessere in campo militare chiamato tesserarius, che aveva funzioni molto importanti poiché trasmetteva ordini, ad esempio per confondere il nemico. In linea di principio, queste erano monete rotte e ogni parte ne aveva un pezzo. Successivamente la plebe romana potrebbe utilizzare anche tesserae, ad esempio per avere accesso alla distribuzione del grano o ai teatri e ai giochi circensi.

### Antica Spagna
I patti di ospitalità (hospititum) sono un'usanza molto comune tra i popoli della Celtiberia. Sono sacri e inviolabili. Anticamente erano preventivamente verbali (in presenza di testimoni e con rito druidico che portava gli dei come garanti), ma con l'elaborazione di una tessera il patto è rimasto sigillato, è in un certo senso un documento simile a quello che sono oggi i contratti firmati davanti a un notaio. Il rapporto si è basato su un impegno legale, tra un individuo e una città o tra comunità a lungo termine perché la trasmissione della tessera attraverso le generazioni ha permesso di mantenere il rapporto o l'accordo. All'inizio della conquista romana della Spagna, le tessere si diffusero, spesso su supporto di bronzo e scritte in alfabeto iberico. Questa eredità scritta, insieme ai bronzi Botorrita (una serie di placche in bronzo del I secolo a.C. rinvenute a Contrebia Belaisca, Cabezo de las Mina, vicino all'odierna Botorrita, nei pressi di Saragozza), è una delle principali fonti documentarie per lo studio di stili di vita, costumi, nomi di paesi e riti di queste epoche.
Le forme sono molto varie: mani intrecciate, geometriche e, soprattutto, zoomorfe: cavallo, cinghiale, pesce, maiale, colomba, toro... Ci sono anche tessere formate da due parti simili e complementari, che si incastrano ciascuna. l'uno nell'altro e, in alcuni casi, consentono di completare la registrazione di un patto. Le tessere più conosciute in questa zona sono la tessera geometrica di La Custodia (Viana, Navarra), la tessera di Folgoso do Courel (Lugo) e la tessera cantabrica di Monte Cildá (Palencia).